# Nipaecoccus hystricosus
Nipaecoccus hystricosus är en insektsart som först beskrevs av Cockerell och Bueker 1930.  Nipaecoccus hystricosus ingår i släktet Nipaecoccus och familjen ullsköldlöss. Inga underarter finns listade i Catalogue of Life. Arten förekommer i Australien.